# Velutinoidea
Velutinoidea is een superfamilie van weekdieren uit de klasse van de Gastropoda (slakken).

## Families
- Triviidae Troschel, 1863
- Velutinidae Gray, 1840